# Bruxelles-Opwijk
Bruxelles-Opwijk (Brussel-Opwijk en néerlandais) est une course cycliste belge disputée au mois de février entre Bruxelles et Opwijk. Elle est organisée pour la première fois en 1951,. 
Les éditions 2021 et 2022 sont annulées en raison du contexte sanitaire lié à la pandémie de Covid-19.

## Palmarès
| Année     | Vainqueur                    | Deuxième                     | Troisième                    |
| --------- | ---------------------------- | ---------------------------- | ---------------------------- |
| 1951      | Raphaël Glorieux (de)        | André Heirwegh               | Léonard Vissers              |
| 1952      | Paul Depaepe                 | Rik Van Looy                 | José Pauwels (nl)            |
| 1953      | Willy Timmermans             | André Descheermaeker         | Harrie de Boer               |
| 1954      | Emiel Van Cauter             | Victor Wartel                | Karel De Boeck               |
| 1955      | Aimé Van Avermaet            | Jan Verhulst                 | Leopold Deweerdt             |
| 1956      | Edward Massart               | Frans Ertveldt               | Guillaume Van Tongerloo      |
| 1957      | Pierre Vergeylen             | Henri Serraris               | Robert De Pauw               |
| 1958      | Antoine Diependaele          | André Lauwers                | Émile Daems                  |
| 1959      | Florent Van Pollaert         | Lode Troonbeeckx             | Willy De Clercq              |
| 1960      | Robert De Middeleir          | Robert Lelangue              | Roger De Coninck             |
| 1961      | Léon Franssen                | Georges Van Coningsloo       | Cor Schuuring                |
| 1962      | Emiel Taillard               | Jozef Janssens               | Noël De Pauw                 |
| 1963      | Carmine Preziosi             | Noël De Pauw                 | Joseph Mathy                 |
| 1964      | Eddy Merckx                  | Paul Van de Vijver           | Herman Van Springel          |
| 1965      | Emiel Coppens                | Paul Van de Vijver           | Louis Baeten                 |
| 1966      | Eddy Peelman                 | Ludo Goossens                | Jean Brusselmans             |
| 1967      | Émile Cambré                 | Hugo Coppens                 | Jean-Claude Dom              |
| 1968      | Georges Claes                | Gustaaf Van Roosbroeck       | Richard Bukacki              |
| 1969      | Gustaaf Van Roosbroeck       | Theo Fierens                 | Roger Van den Eede           |
| 1970      | Ludo Van Der Linden          | Frans Verhaegen              | Willy Van Mechelen           |
| 1971      | Ernest Bens                  | Georges Barras               | Gustaaf Van Cauter           |
| 1972      | Ludo Delcroix                | Cees Swinkels                | Henri Michiels               |
| 1973      | Pol Lannoo                   | Edmond Verbruggen            | Erik Van Lent                |
| 1974      | Marcel Laurens               | Jean-Luc Vandenbroucke       | Jean-Pierre Schelfhout       |
| 1975      | Etienne De Beule             |                              | Adrie Deusing                |
| 1976      | Johnny De Nul (nl)           | Daniel Willems               | Peter Deneef                 |
| 1977      | Fons De Wolf                 | Johnny De Nul (nl)           | Frank Hoste                  |
| 1978      | Etienne De Wilde             | William Tackaert             | Luc Colijn                   |
| 1979      | Etienne De Wilde             | Jean-Louis Baugnies          | René Van den Bossche         |
| 1980      | Ronny Van Holen              | Walter Pitau                 | Luc Govaerts                 |
| 1981      | Bert Van Ende                | Marc Somers                  | Marc Sergeant                |
| 1982      | Wim Van Eynde                | Ludo De Keulenaer            | Rudy Thielemans (nl)         |
| 1983      | Martin Durant                | Frans Van Nuffel             | Jacques Pasin                |
| 1984      | Luc Branckaerts              | Frank Van de Vijver          | Frank Verleyen               |
| 1986      | non disputé                  | non disputé                  | non disputé                  |
| 1987      | Antoon van der Steen         | Yves Cossemyns               | Geert Dhondt                 |
| 1988      | Laurenzo Lapage              | Frank Francken               | Ronny Thomas                 |
| 1989      | Serge Baguet                 | Carl Roes                    | Luc Heuvelmans               |
| 1990      | Danny Daelman                | Edward Mintjens              | Daniel Van Steenbergen       |
| 1991      | Bart Van de Water            | Hans De Clercq               | Peter Van Petegem            |
| 1992      | Tony Facon                   | Erwin Quina                  | Joseph Boulton               |
| 1993      | Kurt Van Lancker             | Wim Vervoort                 | Gino Verheyden               |
| 1994      | Humpfrey Goffin              | Ludo Giesberts               | Frank Høj                    |
| 1995      | Ludo Giesberts               | Tom Stremersch               | Glenn D'Hollander            |
| 1996      | Steven Van Aken              | Steven De Neef               | Dirk Van Laer                |
| 1997      | Marc Lotz                    | Patrick Stijlemans           | Kristof Meeus                |
| 1998      | Christoph Roodhooft          | Gianni Rivera                | Tim De Peuter                |
| 1999      | Kevin Hulsmans               | Frederik Penne               | Tom Serlet                   |
| 2000      | Tim Meeusen (nl)             | Bram Schmitz                 | Jan Verstraeten (nl)         |
| 2001      | Gert Steegmans               | Steven Caethoven             | Jurgen de Jong               |
| 2002      | Éric Leblacher               | Kevin Van der Slagmolen      | Steven Caethoven             |
| 2003      | Jukka Vastaranta             | Cédric Coutouly              | Rik Van Isterdael            |
| 2004      | Sjef De Wilde                | Kor Steenbergen              | David Arassus                |
| 2005      | Stefan Huizinga              | Bart Vanheule                | Anton Wouters                |
| 2006      | Dries Van der Ginst          | Davy De Leener               | Bart Mariën                  |
| 2007      | Tom Criel                    | Bram Deprez                  | Simas Kondrotas              |
| 2008      | Jan Bakelants                | Thomas Vedel Kvist           | Jaryd De Mooij               |
| 2009      | Fréderique Robert            | Stijn Ennekens               | Baptiste Planckaert          |
| 2010      | Julien Vermote               | Jochen Vankerckhoven         | Sven Jodts                   |
| 2011      | Dries Beatse                 | Niels Nachtergaele           | Pieter Cordeel               |
| 2012      | Florian Sénéchal             | Kjell Van Driessche          | Jochen Vankerckhoven         |
| 2013      | Annulé en raison de la neige | Annulé en raison de la neige | Annulé en raison de la neige |
| 2014      | Matthias Legley              | Stef Van Zummeren            | Dieter Bouvry                |
| 2015      | Maxime Farazijn              | Loïc Vliegen                 | Nathan Van Hooydonck         |
| 2016      | Franklin Six                 | Nathan Van Hooydonck         | Piet Allegaert               |
| 2017      | Patrick Müller               | Pascal Eenkhoorn             | Mathias Van Gompel           |
| 2018      | Alfdan De Decker             | Lionel Taminiaux             | Jordy Bouts                  |
| 2019      | David Dekker                 | Vito Braet                   | Arne Marit                   |
| 2020      | Lars Loohuis                 | Sébastien Grignard           | Wesley Vercamst              |
| 2021-2022 | annulé                       | annulé                       | annulé                       |
| 2023      | Roel van Sintmaartensdijk    | Axel Huens                   | Tijl De Decker               |
| 2024      | Joshua Giddings              | Zeno Moonen                  | Andrea Raccagni Noviero      |
| 2025      | Mathis Avondts               | Joppe Heremans               | Matys Grisel                 |

### Femmes
| Année     | Vainqueur         | Deuxième              | Troisième            |
| --------- | ----------------- | --------------------- | -------------------- |
| 2018      | Noä Jansen        | Eva van den Born      | Luna Renders         |
| 2019      | Josie Knight      | Rhona Callander       | Jessica Roberts      |
| 2020      | Sabrina Stultiens | Mareille Meijering    | Femke Verstichelen   |
| 2021-2022 | annulé            | annulé                | annulé               |
| 2023      | Femke Beuling     | Julie Stockman        | Noä Jansen           |
| 2024      | Julie Stockman    | Dina Scavone          | Jony van den Eijnden |
| 2025      | Helena Bieber     | Ellen Hjøllund Klinge | Gwen Nothum          |